# Артурс Гаронскіс
Артурс Гаронскіс (25 травня 1957) — латвійський академічний веслувальник.
Срібний призер Олімпійських Ігор 1980 року в складі розпашної четвірки зі стерновим.